# 소슬란 라모노프
소슬란 류드비코비치 라모노프(러시아어: Сосла́н Лю́двикович Рамо́нов, 1991년 1월 1일~)는 러시아의 레슬링 선수이다. 2016년 하계 올림픽에서 남자 자유형 라이트급 금메달을 획득했고 세계 선수권 대회에서 금메달 1개, 동메달 1개를 획득했다.